# Микрофон-84
«Mikrofons-84» (рус. Микрофон-84) — конкурс эстрадной песни, проходивший в Латвийской ССР в 1984 году в рамках ежегодного конкурса «Mikrofons».
Конкурс в 1984 году проводился в 12-й раз. Это был первый конкурс, в котором не принимали участие песни Раймонда Паулса. Также, в связи с уходом из жизни прежней постоянной радиоведущей Аусмы Индриксоне, передачу «Микрофон» на радио вели новые ведущие.
В ходе голосования в адрес Латвийского радио поступило 63 175 писем. Примечательное письмо прислала известная рижская баскетболистка Ульяна Семёнова, выразившая мнение всей своей команды.
Заключительный концерт конкурса в первый и единственный раз был проведён в новом Дворце культуры «Земгале» в Слампе. Его запись была показана по Латвийскому телевидению; лучшие песни конкурса выпущены на грампластинке.

## Победители конкурса
Наибольшее количество голосов в 1984 году набрала песня Улдиса Мархилевича «Lūgums» (рус. «Мольба»), написанная на слова Арии Элксне, трагически ушедшей из жизни в этом же году. Песню исполнила Мирдза Зивере.
В России и странах СНГ хорошо известна мелодия занявшей 4-е место песни «Диснейленд», использованная в качестве музыкального пролога в юмористических передачах Михаила Задорнова.
Первые 15 мест распределились следующим образом:
| Место | Название песни                                           | Исполнитель                         | Автор музыки, автор текста                    |
| ----- | -------------------------------------------------------- | ----------------------------------- | --------------------------------------------- |
| 1     | Lūgums рус. Мольба                                       | Мирдза Зивере                       | Улдис Мархилевич Ария Элксне                  |
| 2     | Vālodzīte рус. Иволга                                    | Жорж Сиксна                         | Петерис Юрциньш                               |
| 3     | Atgriežoties рус. Возвращение                            | Адрианс Кукувас, группа «Провентус» | Адрианс Кукувас Мара Залите                   |
| 4     | Disnejlenda рус. Диснейленд                              | группа «Credo»                      | Гунтис Вейтс Дагния Дрейка                    |
| 5     | Daugaviņa рус. Даугава                                   | ВИА «Sīpoli»                        | Мартиньш Браунс Вилис Плудонис                |
| 6     | Tava atnākšana рус. Твой приход                          | ВИА «Эолика»                        | Борис Резник Дагния Дрейка                    |
| 7     | Piedod, labā! рус. Прости, хорошая!                      | ВИА «Лачплесис»                     | Имантс Паура Имантс Ласманис                  |
| 8     | Laika dziesmiņa рус. Песенка о времени                   | группа «Līvi»                       | Эрикс Кигелис Виктор Калныньш                 |
| 9     | Vēja māte рус. Мать ветра                                | ВИА «Орнамент»                      | латышская народная песня                      |
| 10    | Diskžokejs рус. Диск-жокей                               | Мирдза Зивере, ВИА «Опус»           | Зигмарс Лиепиньш Каспарс Димитерс             |
| 11    | Paņemt tevi aiz rokas рус. Взять тебя за руку            | Иварс Рутманис                      | Иварс Рутманис Эрикс Бражис                   |
| 12    | Mans zēns рус. Мой мальчик                               | ВИА «Сайме»                         | Юрис Павитолс Имантс Зиедонис                 |
| 13    | Ko tu dungo savā kabatā? рус. Что ты напеваешь про себя? | группа «Credo»                      | Гунтис Вейтс Римантс Зиедонис                 |
| 14    | Aprīļa pilieni рус. Апрельская капель                    | группа «Līvi»                       | Эрикс Кигелис Марис Чаклайс                   |
| 15    | Dziesmiņa par Mocartu рус. Песенка о Моцарте             | Рита Тренце, ВИА «Лачплесис»        | Имантс Паура Булат Окуджава, перевод Н. Калны |

## Диски с песнями конкурса
По итогам конкурса «Микрофон-84» Всесоюзная фирма грамзаписи «Мелодия» в 1985 году выпустила диск-гигант с 9 песнями из числа победителей конкурса (С60 23303 000). В 1986 году диск-гигант был выпущен дополнительным тиражом.
Сторона 1:
1. Иволга (2:45)
2. Диснейленд (4:00)
3. Даугава (3:23)
4. Прости, хорошая! (4:14)
5. Взять тебя за руку (2:46)
Сторона 2:
6. Мой мальчик (5:35)
7. Мольба (4:54) 
8. Возвращение (3:03)
9. Песенка о Моцарте (3:55)